# Distretto di Egindiköl
Il distretto di Egindiköl (in kazako: Егіндікөл ауданы) è un distretto (audan) del Kazakistan con  capoluogo Egindiköl.